# Hideo Madarame
Hideo Madarame (jap. 班目秀雄 Hideo Madarame; * 12. Januar 1944 in Shirakawa (Fukushima)) ist ein ehemaliger japanischer Radrennfahrer.

## Sportliche Laufbahn
Madarame war im Bahnradsport aktiv. Er war Teilnehmer der Olympischen Sommerspiele 1964 in Tokio. Im Tandemrennen schied er mit seinem Partner Toshimitsu Teshima im Vorlauf aus.
Bei den Bahnradsport-Weltmeisterschaften 1968 gewann er mit Sanji Inoue als Partner die Bronzemedaille im Tandemrennen. Beide waren die ersten japanischen Medaillengewinner bei den Weltmeisterschaften. Madarame war im Keirin ein erfolgreicher Fahrer und gewann insgesamt 440 Rennen. Madarame startete bei den Bahnradsport-Weltmeisterschaften 1973 und 1974 im Sprint der Berufsfahrer.